# Domingo Bazzurro
Domingo Bazzurro (Montevideo, 11 de junio de 1886-1 de diciembre de 1962) fue un pintor y docente uruguayo que fue profesor del Círculo de Bellas Artes siendo profesor de una generación de pintores y artistas uruguayos.

## Biografía
Sus padres fueron Pedro Bazzurro y Emilia C. Viale. En 1906 se trasladó a Buenos Aires donde realizó estudios en la Academia Nacional de Bellas Artes con el Maestro Eduardo Sívori
Estuvo como estudiante en el Círculo de Bellas Artes de Montevideo desde su fundación en 1905 hasta que en 1910 asumió como Profesor hasta llegar a la Dirección del mismo en 1914 cuando falleció Carlos María Herrera. También ocupó la Presidencia del mismo desde 1923 hasta 1943.
En 1910 abandonó parcialmente la docencia porque viajó a Europa recorriendo Museos y Academias por Italia, Francia y España. Estuvo radicado en Paris donde tuvo un estudio hasta el comienzo de la Primera Guerra Mundial cuando viajó a Andorra donde estuvo un tiempo radicado para luego volver a definitivamente a Montevideo.
Fue docente, además, en la Facultad de Arquitectura (Universidad de la República) y en la Universidad del Trabajo. Entre sus estudiantes estuvieron Gladys Afamado y Amalia Nieto.

## Premios
- Gran Diploma y Medalla de Honor. Exposición Ibero-Americana de Sevilla (1930).